# Вулиця Пожежників
Вулиця Пожежників — вулиця у Шевченківському районі міста Львова, в місцевості Голоско. Сполучає вулиці Окуневського та Томаша Масарика. Прилучаються вулиці Кошиця і Сосюри.

## Історія та забудова
Вулиця виникла на початку XX століття у складі передміського селища Голоско Мале. Після входження селища до меж міста 11 квітня 1930 року, вулиці колишнього села були перейменовані або ж новоутвореним вулицям надавалися певні назви. Так, у 1930 році отримала назву Стражацка. У 1944 році уточнена на вулицю Стражацьку. Сучасна назва вулиця Пожежників походить від 1950 року.
Хоча вулиця пролягає у мікрорайоні багатоповерхових житлових будинків, на ній збереглися кілька одно- та двоповерхових будинків 1930-х років у стилі конструктивізму.